# Woman Blue
Woman Blue – debiutancki album polskiej grupy bluesowej Shy Albatross, wydany 15 kwietnia 2016 przez Warner Music Poland (nr kat. Pomaton – 9029597919). Pojawił się na 24. pozycji zestawienia najlepiej sprzedających się płyt OLiS. Zawiera kompozycje do amerykańskich tekstów o kobietach przedstawianych z ich własnej perspektywy. Do promocji albumu wybrano utwory: "Moonlight" i "See See Rider". Wersja winylowa ukazała się 25 listopada 2016. Płyta była nominowana do nagrody Fryderyka 2017 w kategorii Album Roku – Muzyka Korzeni.

## Lista utworów
| 1. | „Moonlight”                            | 3:21  |
|    |                                        |       |
| 2. | „Blind Man Stood On The Way And Cried” | 3:21  |
|    |                                        |       |
| 3. | „Lonely Woman”                         | 2:58  |
|    |                                        |       |
| 4. | „See See Rider”                        | 4:00  |
|    |                                        |       |
| 5. | „Dink's Song”                          | 4:28  |
|    |                                        |       |
| 6. | „Good Bye Mother Blues”                | 3:50  |
|    |                                        |       |
| 7. | „Salangadou”                           | 4:21  |
|    |                                        |       |
| 8. | „Down in the Valley”                   | 4:49  |
|    |                                        |       |
| 9. | „No More Mournin'”                     | 6:13  |
|    |                                        |       |
|    |                                        | 37:21 |
|    |                                        |       |

## Twórcy
- Raphael Rogiński – gitary, kompozycje (poza „Lonely Woman” – Horace Silver), produkcja
- Natalia Przybysz – śpiew
- Miłosz Pękala – wibrafon, marimba, cymbały, perkusjonalia, bas syntezator
- Hubert Zempler – perkusja, balafon, wibrafon
- Katarzyna Kolbowska – harfa
- Ariel Nabum – flet
- Sebastian Witkowski – gitara basowa, nagranie, miks i mastering
- Bart Pogoda – zdjęcia
- Macio Moretti – projekt graficzny